# Park Chung-hee

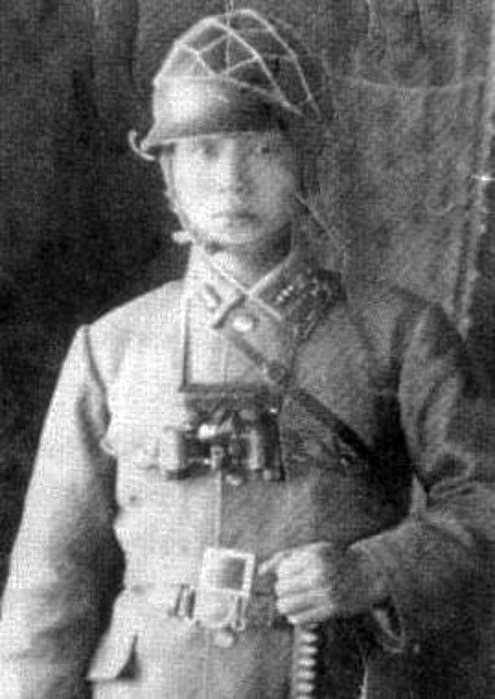
Park als Japanse soldaat in Mantsjoekwo

Park Chung-hee (Hangul: 박정희) (Gumi, 14 november 1917 – Seoel, 26 oktober 1979) was de president van Zuid-Korea van 1963 tot aan zijn dood in 1979. Hij is tevens de vader van Park Geun-hye, de eerste vrouwelijke president van Zuid-Korea.

## Opleiding en militaire carrière
Park Chung-hee is geboren in de buurt van Daegu. Zijn ouders waren arm, maar Park was een slimme jongen en kon naar een goede school. Hij werd leraar, maar drie jaar later ging hij in het Japanse leger. In 1940 ging hij naar de militaire academie in Changchun, de hoofdstad van de Japanse marionettenstaat Mantsjoekwo. Na een opleiding van twee jaar studeerde hij hier af met de beste cijfers van de klas. Op basis van dit succes kreeg hij een vervolgopleiding in Tokio. Pas eind 1944 werd hij naar het front gestuurd en de laatste maanden van de Tweede Wereldoorlog vocht hij tegen Chinese guerrilla's. Tijdens zijn verblijf in Mantsjoekwo zag hij de invloed van het Japanse leger die zich actief met de economie, zoals de bouw van fabrieken en infrastructuur, bemoeide.
Na de Japanse overgave trok hij naar Zuid-Korea. Zijn oudere broer werd gedood tijdens een linkse opstand in Daegu in 1946. In de roerige periode daarna werd Park Chung-hee hoofd van een communistische cel en in het najaar van 1948 nam hij deel aan een militaire muiterij in het zuidwesten van Zuid-Korea. De militairen weigerden naar Jeju te gaan om de opstand op het eiland neer te slaan. President Syngman Rhee was fel anticommunistisch en liet de militairen oppakken. Park werd ter dood veroordeeld, maar dit werd niet ten uitvoer gebracht en zijn militaire carrière ging gewoon door. Hij vocht in de Koreaanse oorlog en maakte promotie tot brigadegeneraal. In 1960 was hij logistiek commandant in Busan. 

## Staatsgreep
Aan het bewind van Syngman Rhee kwam een einde na een studentenopstand in april 1960. Kort daarna werd de grondwet gewijzigd van een presidentieel naar een parlementair systeem en werd een tweede kamer van het parlement geïntroduceerd. Yun Bo-seon werd president en een kabinet onder leiding van premier Jang Myeon kwam tot stand, maar de politieke situatie werd uiterst kwetsbaar te midden van politieke strijd en aanhoudende straatdemonstraties door studenten.
In mei 1961 deed het leger onder leiding van generaal-majoor Park Chung-hee een staatsgreep. Park was ontevreden over de maatregelen die de democratische regering had genomen. Hij formeerde de Supreme Council for National Reconstruction (SCNR) of een raad voor de nationale wederopbouw met 32 hoge militairen als lid. De grondwet werd opgeschort en het parlement ontbonden. In juni 1961 werd de Korean Central Intelligence Agency (KCIA) opgericht om potentiële tegenstanders te onderdrukken. Een paar duizend officieren werden ontslagen, de persvrijheid en politieke activiteiten werden beknot. Politici en zakenlui werden opgepakt en hun geld afgenomen. Park Chung-hee wilde hiermee een voorbeeld stellen, maar hij was pragmatisch. Hij had de hulp van de zakenmensen nodig om de economie van het land te stimuleren. Een jaar na de staatsgreep verloor de Centrale Bank van Korea haar onafhankelijkheid en de banken werden genationaliseerd. Park Chung-lee had hiermee controle over de geldstromen in het land.

## Regering
De nieuwe militaire leiders beloofden om het land snel weer een democratisch gekozen bestuur te geven. Hoewel de militairen ook beloofden zich niet beschikbaar te stellen voor het presidentschap, brak Park Chung-hee deze belofte. Na twee jaar militair bewind, ging hij met pensioen uit het leger. Er werd een eigen politieke partij opgericht, de Democratic Republican Party (DRP) en op 27 mei 1963 werd Park de kandidaat voor de presidentsverkiezingen. Yun Bo-seon was zijn enige opponent. Park won de verkiezingen van 15 oktober 1963 met een krappe meerderheid. In november werden verkiezingen voor het parlement gehouden, de DRP werd veruit de grootste partij met 110 zetels. Op 17 december 1963 werd Park ingehuldigd als president van Zuid-Korea.
Het economisch beleid werd sterk aangepast, er kwam een vijfjarenplan en de focus werd verlegd naar de productie voor exportmarkten. De overheid stimuleerde deze ontwikkeling met onder andere goedkope leningen, overheidsopdrachten en de toewijzing van schaarse buitenlandse valuta. In 1965 sloot Park een overeenkomst met Japan, hiermee werd de relatie genormaliseerd en betaalde Japan een fors bedrag aan herstelbetalingen in de vorm van subsidies en leningen tegen aantrekkelijke voorwaarden. Zuid-Korea raakte ook actief betrokken bij de Vietnamoorlog, Park stuurde soldaten naar het front en Zuid-Korea kreeg een belangrijke logistieke rol om de strijd voort te zetten en profiteerde verder ook van bouwopdrachten in Vietnam.
In 1967 was Yuo Bo-seon weer de tegenkandidaat, maar hij kreeg minder steun dan in 1962. Park kreeg 1,2 miljoen stemmen meer en werd herkozen als president. Er waren ook parlementsverkiezingen. Park wilde een tweederdemeerderheid bereiken voor een grondwetswijziging. Zijn partij behaalde 130 zetels en de oppositie kwam niet verder dan 45. De uitslag werd betwist door de belangrijkste oppositiepartij, New Democratic Party (NDP), studenten en andere maatschappelijke organisaties. Park deed een paar toezeggingen en de protesten doofden uit. Een jaar later begon de campagne voor een grondwetswijziging, het belangrijkste doel was een derde termijn voor de president. Toen het voorstel in stemming werd gebracht in de Nationale Vergadering weigerde de oppositie te stemmen. Op 17 oktober 1969 werd een referendum gehouden, de regering onderdrukte tegengeluiden waarbij scholen en universiteiten werden gesloten, en de meerderheid stemde in met het voorstel waardoor een derde termijn voor Park mogelijk werd. President Park kon bogen op een groot economisch succes, gedurende het eerste vijfjarenplan (1962-1966) was de economie gemiddeld met 8,3% per jaar gegroeid en in het tweede vijfjarenplan (1967-1972) lag dit zelfs op 9,7%.
Noord-Koreaanse commando's deden op 21 januari 1968 een mislukte aanval op het Blauwe Huis, de officiële residentie van de Zuid-Koreaanse president. Zij hadden het gemunt op Park Chung-hee, maar werden aangehouden bij een controlepost op honderd meter van zijn huis. De Noord-Koreanen sloegen op de vlucht, maar in de dagen daarna werden 29 commando's gedood, één gevangen genomen en één wist te ontsnappen naar Noord-Korea. Aan de zijde van Zuid-Korea waren 26 Zuid-Koreanen en vier Amerikanen gedood. Met de Koreaanse Oorlog nog vers in het geheugen en het nog altijd aanwezige gevaar van Noord-Korea was er behoefte aan een sterke president zoals Park.  
Op 3 november 1969 hield de Amerikaanse president Nixon een speech. Hij introduceerde zijn Nixon-doctrine wat een aanmerkelijke reductie van Amerikaanse soldaten in Azië behelsde. Voor Zuid-Korea betekende dit een reductie van 63.000 naar 43.000 soldaten in 1971. Park voelde zich in de steek gelaten door de Verenigde Staten en was furieus. Hij besloot een kernwapenprogramma op te zetten en begon onderhandelingen met Frankrijk om de technologie te verkrijgen die nodig is om plutonium te maken. In 1974 kwamen de Amerikanen deze plannen op het spoor en onder zware druk en extra veiligheidsgaranties stopte Zuid-Korea dit clandestiene programma in 1976.
In april 1971 won Park de verkiezingen van Kim Dae-jung met een zeer kleine meerderheid. In oktober 1971 plaatste Park Zuid-Korea weer onder militair bewind en ontbond het Lagerhuis en in 1972 werd een nieuwe grondwet aangenomen die Park de controle gaf over het parlement. In de jaren erna werden vele dissidenten opgepakt.
Op 15 augustus 1974 werd een aanslag op hem gepleegd. Tijdens een toespraak op bevrijdingsdag in een theater in Seoel werd hij door een huurmoordenaar beschoten. Park Chung-hee bleef ongedeerd, maar zijn vrouw Yuk Young-soo werd in het hoofd geraakt. Zij zat achter haar man op het podium. Later op de dag overleed ze in het ziekenhuis, ze was 48 jaar oud. Uit het onderzoek bleek dat er zeven schoten waren afgevuurd en Mun Se-gwang werd geïdentificeerd als dader in opdracht van Noord-Korea. Mun werd op 20 december 1974 geëxecuteerd.

## Dood
In 1979 werd Park Chung-hee in het presidentiële paleis, het Blauwe Huis, doodgeschoten door de leider van de Zuid-Koreaanse geheime dienst (KCIA), Kim Jae-kyu. Deze werd gearresteerd en in mei 1980 geëxecuteerd. Park werd opgevolgd door Choi Kyu-ha, maar in 1980 greep generaal Chun Doo-hwan de macht.

## Naslagwerk
- (en)  Clifford, Mark L. Troubled Tiger. Businessmen, Bureaucrats and Generals in South Korea. M.E. Sharpe, Inc. (1998) ISBN 0765601400

Syngman Rhee · Heo Jeong (waarnemend) · Yun Bo-seon · Park Chung-hee · Choe Gyuha · Chun Doo-hwan · Roh Tae-woo · Kim Young-sam · Kim Dae-jung · Roh Moo-hyun · Goh Kun (waarnemend) · Lee Myung-bak · Park Geun-hye · Hwang Kyo-ahn (waarnemend) · Moon Jae-in · Yoon Suk-yeol